# Вишинський Кирило Валерійович
Кирило Валерійович Вишинський (нар. 19 лютого 1967, Дніпропетровськ, Українська РСР, СРСР) — колишній український проросійський журналіст. Керівник «РІА Новини-Україна» філії російського інформагентства «РИА Новости». Депутат Держдуми Росії. У 2018 був затриманий СБУ у своєму будинку за створення підривної проросійської інформаційної мережі на терені України та державній зраді.

## Життєпис
Народився 19 лютого 1967 року у Дніпропетровську (нині Дніпро). Навчався у середній школі N°67. Закінчив філологічний факультет Дніпропетровського державного університету. Після отримання диплому влаштувався вчителем російської мови і літератури в СШ № 67.
1996—1998 — працював журналістом на місцевомому «11 Каналі». З 1999 по 2006 роки — ведучий та редактор на телеканалі ICTV. З 2006 по 2011 працював журналістом на російському каналі «Росія-1». Після Євромайдану почав працювати у незареєстрованому офіційно в Україні інтернет-виданні «РИА Новости Украина».
28 жовтня 2004 року Кирило Вишинський разом з іншими топ-представниками каналу ICTV Дмитром Кисельовим, Олександром Богуцьким та Михайлом Павловим критикували журналістів, які підписалися під заявою проти політичного тиску на їхнє ЗМІ.
У 2007—2008 роках писав статті для профільного журналу «TELECITY».
За даними сайту Миротворець навесні 2014 року працював у Криму, де з підконтрольними йому журналісти виготовляв матеріали, які виправдовували тимчасову анексію Криму Росією. За цю діяльність Вишинський закритим указом президента Росії нагороджений нагородою РФ «За повернення Криму». Також нагороджений російською медаллю ордена «За заслуги перед вітчизною» за так зване «об'єктивне висвітлення подій в Криму».

## Затримання
15 травня 2018 року в офісі РІА-Новини та квартирі Вишинського співробітники СБУ провели обшуки. Під час обшуків знайдено паспорт громадянина РФ, який вручили Вишинському 2015 року. Також знайдено російські державні нагороди, серед яких два ордени та медалі. Кирилу вручили повідомлення про підозру за ст. 111 Кримінального кодексу (державна зрада). Склад злочину — «шкода суверенітету, територіальній цілісності та недоторканності, обороноздатності; державній, економічній та інформаційній безпеці України».
За даними СБУ, після повернення до Києва Вишинський з кількома іншими журналістами розгорнув активну діяльність з інформаційної підтримки терористичних організацій «ЛНР» та «ДНР». Щомісяця Вишинський отримував для проведення такої своєї діяльності 53 тис. євро, в цілому СБУ оцінює щомісячне фінансування Вишинського з боку РФ у 100 тисяч євро. Кошти заходили через територію Сербії, а туди — із РФ. Для трансферу грошей та маскування їх російського джерела, Вишинський зареєстрував кілька юридичних осіб, в тому числі ТОВ «Интерселект», яке діяло під брендом «РИА Новости Украина».
Згодом ці гроші розподілялись Вишинським між структурами та особами, які були залучені до цієї протиправної діяльності.

## Судовий процес
16 травня 2018 року Кирила Вишинського доставили в Херсон, де суд обиратиме йому запобіжний захід, прокуратура проситиме про взяття його під варту. 21 травня 2018 року захист подав апеляцію на арешт, однак колегія суддів ухвалила апеляційну скаргу захисників залишити без задоволення.
1 червня 2018-го заявив, що відмовляється від українського громадянства, натомість просить Путіна надати йому «правовий статус» і «вжити заходи щодо звільнення з-під варти».. У Державній міграційній службі зазначили, що відмова від громадянства неможлива, якщо людині повідомили про підозру. До того ж припинити українське громадянство може тільки указ президента України.

## Обмін та переліт до Росії
23 серпня 2019 року за словами адвоката Андрія Доманського Кирило Вишинський відмовився від обміну на громадян України, засуджених у Росії.
28 серпня 2019 року апеляційний суд Києва звільнив Вишинського з-під варти, після чого він погодився брати участь в обміні ув'язненими між Росією і Україною, але згодом заявив, що не братиме участь в обміні.
7 вересня 2019 року взяв участь в «обміну полоненими» між Україною і Росією. При прибутті його до Москви його зустріли знімальна група ВДТРК та керівник інформаційної агенції «Sputnik» (інша назва — «Россия сегодня») і давній друг Дмитро Кисельов.

## Російські державні нагороди
- 2014 — закритим наказом Путіна нагороджений медаллю Міністерства оборони РФ «За повернення Криму»[6]
- 2014 — російський орден «За заслуги перед Вітчизною». Нагорода була вручена «за об'єктивне висвітлення подій в Криму»